# أكسيد حمضي

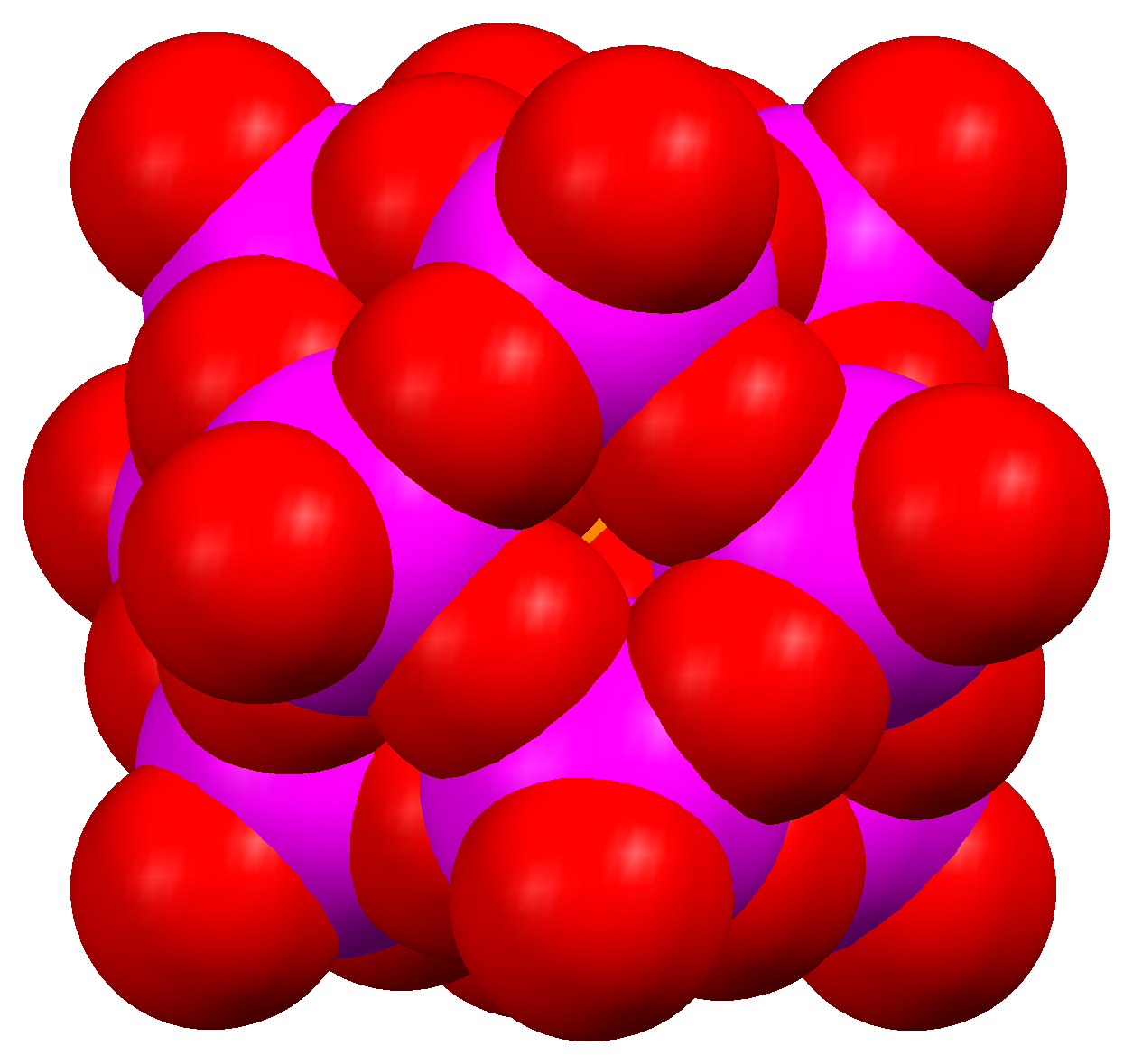
الأنيونات

الأكسيد الحمضي في الكيمياء هو أكسيد قادر على إنتاج محلول حمضي عند إذابته في الماء، أو القادر على التصرف على هيئة حمض لويس.
من الأمثلة الشائعة على الأكاسيد الحمضية، أكاسيد اللافلزات مثل ثنائي أكسيد الكربون أو ثنائي أكسيد الكبريت أو خماسي أكسيد الفوسفور.